# Glock 18

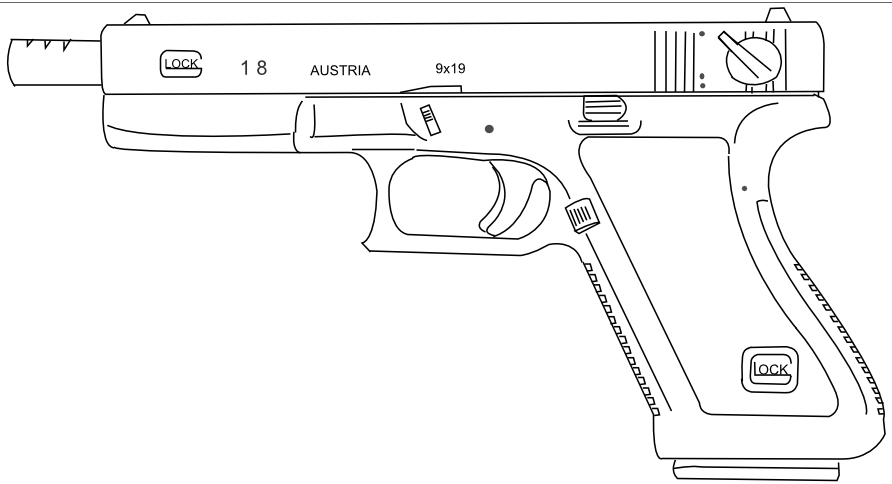

A Glock 18c é uma pistola fabricada pela Glock. Muito parecida com a Glock 17, que possui uma chave seletora de tiro que permite o modo semiautomático ou totalmente automático. Sua taxa de cadência é de, aproximadamente, 1.100 a 1.200 disparos por minuto. A maioria das partes são iguais às da Glock 17, embora o quadro e certas partes do mecanismo de disparo da Glock 18c não são intercambiáveis com outros modelos Glock.
O modelo é de uso exclusivo de forças armadas e agências de segurança pública, sendo proibida a comercialização para uso civil. Entretanto, hoje no mercado legal é possível converter uma Glock semiautomática para atirar em rajadas.